# Die Küstenpiloten (1980)
Die Küstenpiloten (englischer Titel: Ritter’s Cove) ist eine Abenteuer-Fernsehserie aus dem Jahr 1980. Sie ist eine Gemeinschaftsproduktion der kanadischen Rundfunkanstalt CBC, der deutschen Produktionsgesellschaft Taurus Film und der britischen Global Television. In den 26 Folgen umfassenden Serie geht es um einen deutschen Piloten, der in Kanada eine kleine Fluggesellschaft führt. In Kanada lief die Serie auf CBC, in Deutschland wurde sie beim ZDF ausgestrahlt.

## Inhalt
Während der Wirtschaftskrise ist der Pilot Karl Ritter an die kanadische Küste bei Vancouver ausgewandert. Dort gründete er die kleine Fluggesellschaft Ritter's Flugdienst. Als er im Alter seine Fluglizenz verliert, sieht er sich gezwungen, die junge Pilotin Kate Ashcroft einzustellen. Weitere Charaktere der Serie sind Karls Bruder Franz, der ihn besuchen kommt und bei seiner Firma einsteigen will; Karls Sohn Tim, der nach einem Unfall als verschollen gilt und aus Gefangenschaft fliehen kann, sowie dessen Söhne Robert und Arnie. Die Handlung der einzelnen Folgen besteht hauptsächlich aus Abenteuern, die sich aus Flugeinsätzen ergeben.

## Produktion und Ausstrahlung
Die Küstenpiloten wurde als Gemeinschaftsproduktion von CBC, Taurus Film und Global Television in British Columbia gedreht. Der Produzent war David Pears, die Autoren waren Lyal and Barbara Brown. Die Serie wurde als Ersatz für die langlebige Serie Strandpiraten konzipiert, kam aber nicht über eine Staffel mit 26 Folgen hinaus. Auf CBC Television wurde Ritter’s Cove vom 19. September 1980 bis zum 20. März 1981 erstausgestrahlt, die deutschsprachige Fassung beim ZDF vom 16. September 1981 bis zum 24. März 1982.